# Prémios Globo de Ouro de 2017

Prémios Globo de Ouro de 2017
8 de Janeiro de 2017
Filme - Drama:
Moonlight
Filme - Comédia ou Musical:
La La Land
Série de televisão – Drama:
The Crown
Série de televisão – Comédia ou Musical:
Atlanta
Minissérie ou Filme para televisão:
The People v. O.J. Simpson: American Crime Story
Prémio Cecil B. DeMille:
Meryl Streep
Prêmios Globo de Ouro 

← 2016  ·  2018 →
Os Prémios Globo de Ouro de 2017 (no original, em inglês, 74th Golden Globe Awards) honraram os melhores profissionais de cinema e televisão, filmes e programas televisivos de 2016. A cerimónia foi televisionada ao vivo pela NBC a partir do Hotel Beverly Hilton na cidade de Beverly Hills, no dia 8 de Janeiro de 2017. A produção do espectáculo foi realizada pela Dick Clark Productions em conjunto com a Associação de Correspondentes Estrangeiros de Hollywood.
O actor e comediante Jimmy Fallon foi anunciado em 2 de Agosto de 2016 como o anfitrião da cerimónia. As nomeações nas diversas categorias foram reveladas em 12 de Dezembro de 2016.
A 3 de Novembro de 2016, foi anunciado ser a atriz Meryl Streep a honrada com o Prémio Cecil B. DeMille.

## Vencedores e nomeados
Lista dos nomeados e vencedores (em negrito) na 74.ª edição dos Prémios Globo de Ouro:

### Cinema
| Melhor filme | Melhor filme |
| Drama | Comédia ou Musical |
| --- | --- |
| - Moonlight – Adele Romanski, Dede Gardner e Jeremy Kleiner - Manchester by the Sea - Hacksaw Ridge - Lion - Hell or High Water | - La La Land – Fred Berger, Jordan Horowitz e Marc Platt - 20th Century Women - Deadpool - Florence Foster Jenkins - Sing Street |
| Melhor actuação em filme dramático | |
| Actor | Actriz |
| - Casey Affleck – Manchester by the Sea como Lee Chandler - Andrew Garfield – Hacksaw Ridge como Desmond T. Doss - Denzel Washington – Fences como Troy Maxson - Joel Edgerton – Loving como Richard Loving - Viggo Mortensen – Captain Fantastic como Ben Cash | - Isabelle Huppert – Elle como Michèle LeBlanc - Amy Adams – Arrival como Dr. Louise Banks - Jessica Chastain – Miss Sloane como Elizabeth Sloane - Ruth Negga – Loving como Mildred Jeter Loving - Natalie Portman – Jackie como Jackie Kennedy |
| Melhor actuação em filme de comédia ou musical | |
| Actor | Actriz |
| - Ryan Gosling – La La Land como Sebastian Wilder - Hugh Grant – Florence Foster Jenkins como Clair Beyfield - Colin Farrell – The Lobster como David - Ryan Reynolds – Deadpool como Deadpool - Jonah Hill – War Dogs como Efraim Diveroli                     | - Emma Stone – La La Land como Mia Dolan - Annette Bening – 20th Century Women como Dorothea - Hailee Steinfeld – The Edge of Seventeen como Nadine Byrd - Lily Collins – Rules Don't Apply como Marla Mabrey - Meryl Streep – Florence Foster Jenkins como Florence Foster Jenkins                                                                              |
| Melhor actuação secundária em filme – drama, musical ou comédia | |
| Actor secundário | Actriz secundária |
| - Aaron Taylor-Johnson – Nocturnal Animals como Ray Marcus - Mahershala Ali – Moonlight como Juan - Jeff Bridges – Hell or High Water como Marcus Hamilton - Dev Patel – Lion como Saroo Brierley - Simon Helberg – Florence Foster Jenkins como Cosmé McMoon   | - Viola Davis – Fences como Rose Maxson - Octavia Spencer – Hidden Figures como Dorothy Vaughan - Naomie Harris – Moonlight como Paula - Nicole Kidman – Lion como Sue Brierley - Michelle Williams – Manchester by the Sea como Randi Chandler |
| Melhor Realização | Melhor Argumento |
| - Damien Chazelle – La La Land - Barry Jenkins – Moonlight - Kenneth Lonergan – Manchester by the Sea - Tom Ford – Nocturnal Animals - Mel Gibson – Hacksaw Ridge                                                                                               | - Damien Chazelle – La La Land - Barry Jenkins – Moonlight - Kenneth Lonergan – Manchester by the Sea - Tom Ford – Nocturnal Animals - Taylor Sheridan – Hell or High Water |
| Melhor Banda sonora original | Melhor Canção original |
| - Justin Hurwitz – La La Land - Nicholas Britell – Moonlight - Jóhann Jóhannsson – Arrival - Dustin O'Halloran e Hauschka – Lion - Hans Zimmer, Pharrell Williams e Benjamin Wallfisch – Hidden Figures                                                         | - "City of Stars", de Justin Hurwitz e Pasek and Paul – La La Land - "Can't Stop the Feeling!", de Max Martin, Shellback e Justin Timberlake – Trolls - "Faith", de Ryan Tedder, Ryan Tedder e Francis Farewell Starlite – Sing - "Gold", de Stephen Gaghan, Danger Mouse, Daniel Pemberton e Iggy Pop – Gold - "How Far I'll Go", de Lin-Manuel Miranda – Moana |
| Melhor filme de animação | Melhor filme em língua estrangeira |
| - Zootopia– Byron Howard, Rich Moore e Clark Spencer - Moana - Ma vie de Courgette - Sing - Kubo and The Two Strings | - Elle ( França) - Divines ( Catar) - Toni Erdmann ( Alemanha) - Neruda ( Chile) - Forushande ( Irão) |

#### Filmes com múltiplas nomeações
17 filmes receberam múltiplas nomeações:
| Nomeações | Filmes                  |
| --------- | ----------------------- |
| 7         | La La Land              |
| 6         | Moonlight               |
| 5         | Manchester by the Sea   |
| 4         | Florence Foster Jenkins |
| 4         | Lion                    |
| 3         | Hacksaw Ridge           |
| 3         | Hell or High Water      |
| 3         | Animais Noturnos        |
| 2         | 20th Century Women      |
| 2         | Arrival                 |
| 2         | Deadpool                |
| 2         | Elle                    |
| 2         | Fences                  |
| 2         | Hidden Figures          |
| 2         | Loving                  |
| 2         | Moana                   |
| 2         | Sing                    |

#### Filmes com múltiplos prémios
| Prémios | Filmes     |
| ------- | ---------- |
| 7       | La La Land |
| 2       | Elle       |

### Televisão
| Melhor série | Melhor série |
| Dramática | Comédia ou Musical |
| --- | --- |
| - The Crown - Game of Thrones - Stranger Things - This Is Us - Westworld | - Atlanta - Black-ish - Mozart in the Jungle - Transparent - Veep |
| Melhor atuação em série dramática | |
| Actor | Actriz |
| - Billy Bob Thornton – Goliath como Billy McBride - Rami Malek – Mr. Robot como Elliot Alderson - Bob Odenkirk – Better Call Saul como Saul Goodman - Matthew Rhys – The Americans como Philip Jennings - Liev Schreiber – Ray Donovan como Raymond "Ray" Donovan                                                                                                 | - Claire Foy – The Crown como Rainha Elizabeth II - Caitriona Balfe – Outlander como Claire Fraser - Keri Russell – The Americans como Elizabeth Jennings - Winona Ryder – Stranger Things como Joyce Byers - Evan Rachel Wood – Westworld como Dolores Abernathy                                                                      |
| Melhor actuação em série musical ou de comédia | |
| Actor | Actriz |
| - Donald Glover – Atlanta como Earnest "Earn" Marks - Anthony Anderson – Black-ish como Andre "Dre" Johnson - Gael Garcia Bernal – Mozart in the Jungle como Rodrigo de Souza - Nick Nolte – Graves como Richard Graves - Jeffrey Tambor – Transparent como Maura Pfefferman                                                                                      | - Tracee Ellis Ross – Black-ish como Dr. Rainbow "Bow" Johnson - Rachel Bloom – Crazy Ex-Girlfriend como Rebecca Nora Bunch - Julia Louis-Dreyfus – Veep como Selina Meyer - Sarah Jessica Parker – Divorce como Frances Dufresne - Issa Rae – Insecure como Issa Dee - Gina Rodriguez – Jane the Virgin como Jane Gloriana Villanueva |
| Melhor actuação numa minissérie ou filme para televisão | |
| Actor | Actriz |
| - Tom Hiddleston – The Night Manager como Jonathan Pine - Riz Ahmed – The Night Of como Nasir "Naz" Khan - Bryan Cranston – All The Way como Lyndon B. Johnson - John Turturro – The Night Of como John Stone - Courtney B. Vance – The People v. O.J. Simpson: American Crime Story como Johnnie Cochran                                                         | - Sarah Paulson – The People v. O.J. Simpson: American Crime Story como Marcia Clark - Felicity Huffman – American Crime como Leslie Graham - Riley Keough – The Girlfriend Experience como Christine Reade/Amanda Hayes - Charlotte Rampling – London Spy como Frances Turner - Kerry Washington – Confirmation como Anita Hill       |
| Melhor actuação secundária numa série, minissérie ou filme para televisão | |
| Actor secundário | Actriz secundária |
| - Hugh Laurie – The Night Manager como Richard Onslow Roper - Sterling K. Brown – The People v. O.J. Simpson: American Crime Story como Christopher Darden - John Lithgow – The Crown como Winston Churchill - Christian Slater – Mr. Robot como Mr. Robot/Edward Alderson - John Travolta – The People v. O.J. Simpson: American Crime Story como Robert Shapiro | - Olivia Colman – The Night Manager como Angela Burr - Lena Headey – Game of Thrones como Cersei Lannister - Chrissy Metz – This Is Us como Kate Pearson - Mandy Moore – This Is Us como Rebecca Pearson - Thandiwe Newton – Westworld como Maeve Millay                                                                               |
| Melhor minissérie ou filme para televisão | |
| - The People v. O.J. Simpson: American Crime Story - American Crime - The Dresser - The Night Manager - The Night Of | |

#### Séries com múltiplas nomeações
16 séries receberam múltiplas nomeações:
| Nomeações | Séries                                           |
| --------- | ------------------------------------------------ |
| 5         | The People v. O.J. Simpson: American Crime Story |
| 4         | The Night Manager                                |
| 3         | Black-ish                                        |
| 3         | The Crown                                        |
| 3         | The Night Of                                     |
| 3         | This Is Us                                       |
| 3         | Westworld                                        |
| 2         | American Crime                                   |
| 2         | Atlanta                                          |
| 2         | Game of Thrones                                  |
| 2         | Mozart in the Jungle                             |
| 2         | Mr. Robot                                        |
| 2         | Stranger Things                                  |
| 2         | The Americans                                    |
| 2         | Transparent                                      |
| 2         | Veep                                             |

#### Séries com múltiplos prémios
| Prémios | Séries                                                              |
| ------- | ------------------------------------------------------------------- |
| 3       | The Night Manager                                                   |
| 2       | The Crown Atlanta The People v. O. J. Simpson: American Crime Story |

## Apresentadores
- Brad Pitt
- Ben Affleck
- Casey Affleck
- Drew Barrymore
- Kristen Bell
- Annette Bening
- Matt Bomer
- Pierce Brosnan
- Naomi Campbell
- Steve Carell
- Jessica Chastain
- Priyanka Chopra
- Matt Damon
- Viola Davis
- Laura Dern
- Leonardo DiCaprio
- Gal Gadot
- Cuba Gooding Jr.
- Hugh Grant
- Jake Gyllenhaal
- Jon Hamm
- Goldie Hawn
- Chris Hemsworth
- Felicity Jones
- Michael Keaton
- Anna Kendrick
- Nicole Kidman
- Brie Larson
- John Legend
- Diego Luna
- Sienna Miller
- Mandy Moore
- Jeffrey Dean Morgan
- Timothy Olyphant
- Dev Patel
- "Sunny Pawar"
- Chris Pine
- Eddie Redmayne
- Ryan Reynolds
- Zoe Saldana
- Amy Schumer
- Sylvester Stallone
- Sting
- Emma Stone
- Justin Theroux
- Carrie Underwood
- Vince Vaughn
- Milo Ventimiglia
- Sofía Vergara
- Carl Weathers
- Kristen Wiig
- Reese Witherspoon

## In Memoriam
O segmento In Memoriam, homenageando os profissionais que faleceram em 2016, não ocorreu durante a ceremónia televisiva. No entanto a Associação de Correspondentes Estrangeiros de Hollywood incluiu uma apresentação especial no seu sítio oficial.:
- Pat Harrington, Jr.
- David Bowie
- Alan Rickman
- George Kennedy
- Larry Drake
- Ken Howard
- Garry Shandling
- Earl Hamner Jr.
- Patty Duke
- Ronit Elkabetz
- Prince
- Muhammad Ali
- Theresa Saldana
- Peter Shaffer
- Anton Yelchin
- Michael Cimino
- Abbas Kiarostami
- Hector Babenco
- Garry Marshall
- Fyvush Finkel
- Arthur Hiller
- Gene Wilder
- Hugh O'Brian
- Curtis Hanson
- Robert Vaughn
- Alan Thicke
- Zsa Zsa Gabor
- Carrie Fisher
- Debbie Reynolds